# Affiche rouge

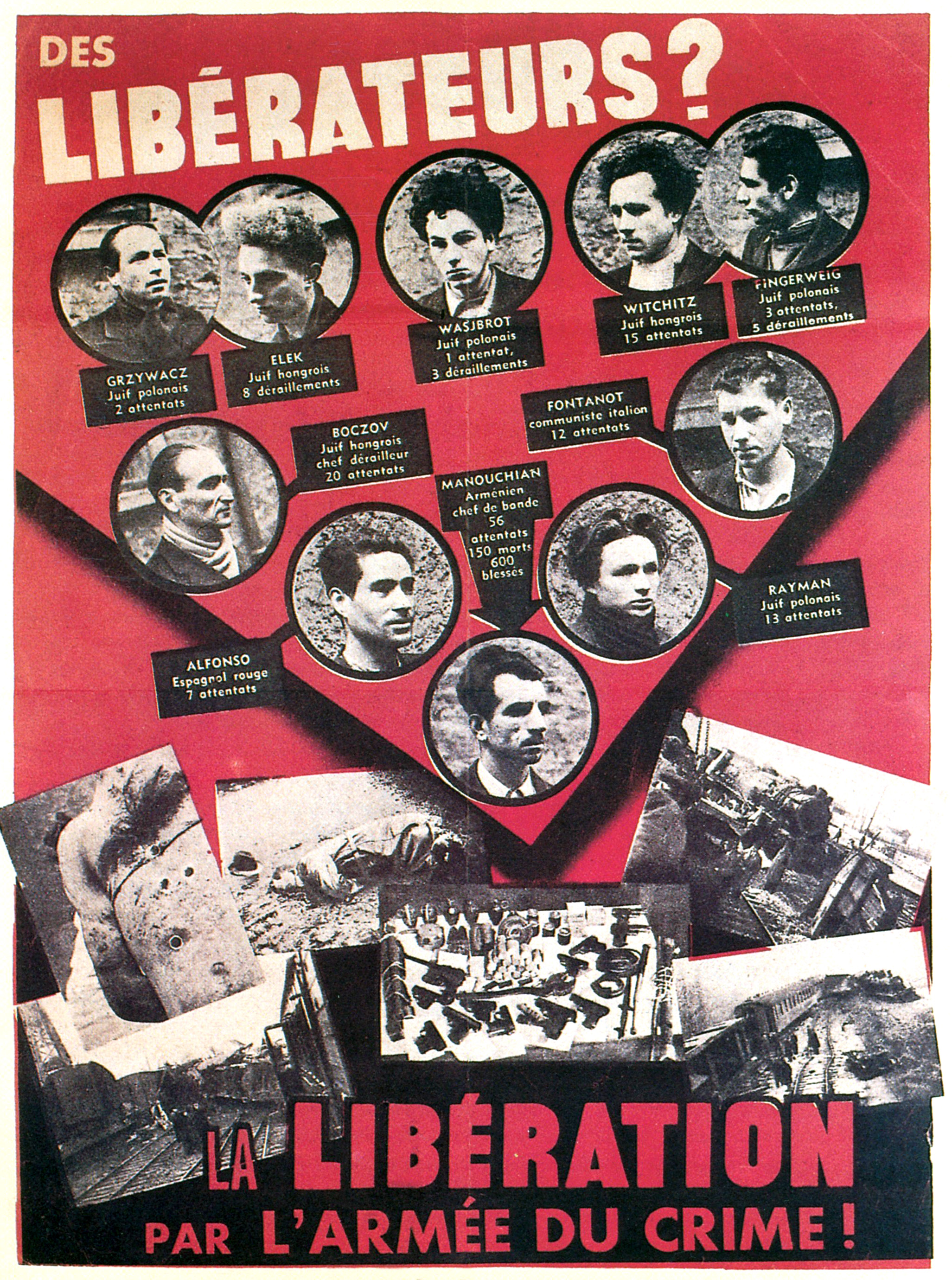
L'Affiche rouge.

L'Affiche Rouge (Manifesto Rosso) è un manifesto di propaganda nazista affisso in Francia in occasione dell'arresto ed esecuzione, nel febbraio 1944, di 23 resistenti appartenenti al gruppo FTP-MOI della regione parigina.

## FTP-MOI (Franchi Tiratori Partigiani – Mano d'Opera Immigrata)
Nel 1942 le organizzazioni partigiane, alcune delle quali operanti nella regione parigina fin dall'estate 1940, sono state sterminate dalla polizia francese e dalla Gestapo; restano attivi nel 1943, accanto all'organizzazione del;la Resistenza addetta alle informazioni, quasi esclusivamente i gruppi armati della FTP-MOI ;(Franchi Tiratori Partigiani – Mano d'Opera Immigrata), 65 resistenti che non hanno generalmente la cittadinanza francese braccati da 200 ispettori della Brigate speciali del servizio informazioni della Préfecture de Police (Questura), oltre che naturalmente dalla Gestapo.

## Il gruppo Manouchian
Sono quei 65 e fra di loro i 23 del gruppo Manouchian che in 18 mesi, giugno 1942 – novembre 1943, compiono 229 azioni contro gli occupanti, cioè una ogni due giorni. L'azione più spettacolare ha luogo il 28 settembre 1943, quando quattro membri del gruppo Manouchian (Celestino Alfonso, Spartaco Fontanot, Léo Kneler e Marcel Rajman), giustiziano in rue Pétrarque, nell'elegante 16º arrondissement di Parigi, il generale delle SS Julius Ritter, responsabile dell'invio di 500 000 francesi in Germania per il STO (Servizio del Lavoro Obbligatorio).

## L'arresto

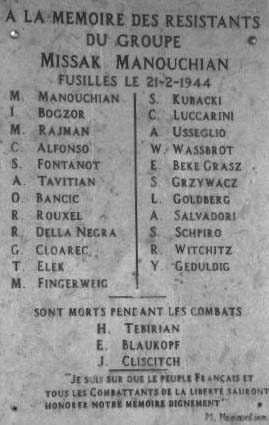
Memoriale dell'Affiche rouge a Valence.

I membri del gruppo furono arrestati nel novembre 1943, giudicati nel febbraio 1944 e condannati a morte. Gli uomini furono fucilati nella fortezza di Mont-Valérien il 21 febbraio, i dieci membri inseriti nel manifesto rosso sono indicati con la dicitura (AR). La maggior parte di loro sono seppelliti nel cimitero di Ivry-sur-Seine. Olga Bancic, la sola donna, fu decapitata il 10 maggio 1944 a Stoccarda:
- Celestino Alfonso (AR), spagnolo, 27 anni;
- Olga Bancic, ebrea rumena, 32 anni;
- Joseph Boczov, o József Boczor, o Wolff Ferenc (AR), ebreo ungherese, 38 anni;[1]
- Georges Cloarec, francese, 20 anni;
- Rino Della Negra, italiano, 19 anni;[2]
- Thomas Elek [Elek Tamás] (AR), ebreo ungherese, 18 anni;[3]
- Maurice Fingercwajg (AR), ebreo polacco, 19 anni;
- Spartaco Fontanot (AR), italiano, 22 anni;[4]
- Jonas Geduldig, ebreo polacco, 26 anni;
- Emeric Glasz [Békés (Glass) Imre], ungherese, 42 anni;
- Léon Goldberg, ebreo polacco, 19 anni;[5]
- Szlama Grzywacz (AR), ebreo polacco, 34 anni;[6]
- Stanislas Kubacki, polacco, 36 anni;
- Cesare Luccarini, italiano, 22 anni;[7]
- Missak Manouchian (AR), armeno, 37 anni;[8]
- Armenak Arpen Manoukian, armeno, 44 anni;
- Marcel Rajman (AR), ebreo polacco, 21 anni;[9]
- Roger Rouxel, francese, 18 anni;[10]
- Antoine Salvadori, italiano, 24 anni;
- Willy Schapiro, ebreo polacco, 29 anni;
- Amédéo Usséglio, italiano, 32 anni;
- Wolf Wajsbrot (AR), ebreo polacco, 18 anni;[11]
- Robert Witchitz (AR), ebreo ungherese, 19 anni;[12]

## L'Affiche Rouge

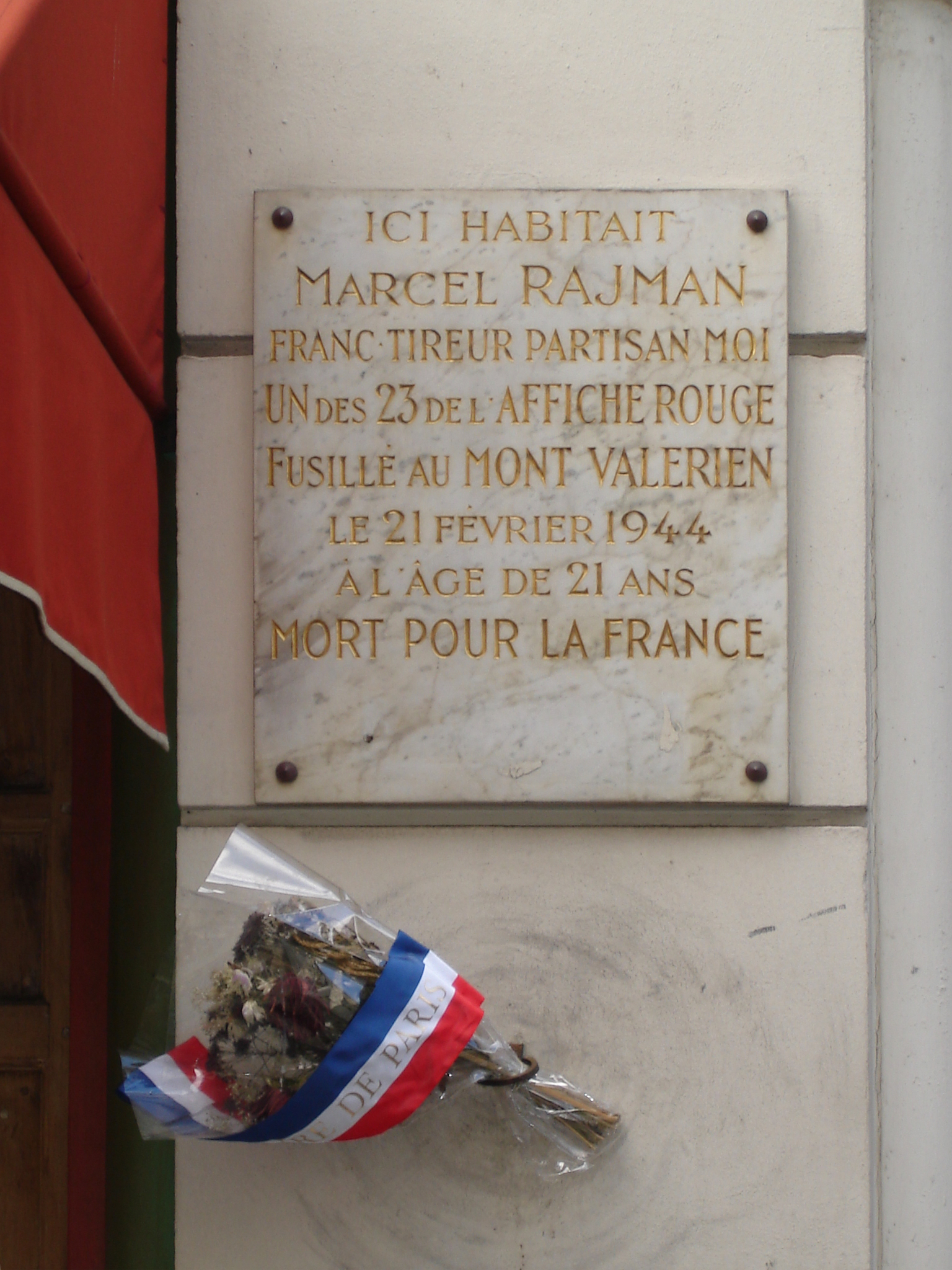
Targa in memoria di Marcel Rajman a Parigi al n° 1 di Rue des Immeubles-Industriels.

Nel vano tentativo di screditare il gruppo e la Resistenza, dopo l'arresto di Manouchian e dei suoi compagni nel novembre 1943, gli occupanti nazisti ed i loro alleati del regime di Vichy organizzarono una macabra campagna "pubblicitaria", stampando e facendo affiggere 15 000 manifesti di colore rosso (appunto l'Affiche Rouge) sui quali, sotto lo slogan "DEI LIBERATORI? LA LIBERAZIONE! AD OPERA DELL'ESERCITO DEL CRIMINE" figurano le foto, i nomi e le azioni di 10 partigiani accuratamente scelti (5 ebrei polacchi, 2 ebrei ungheresi, 1 comunista italiano, 1 "rosso" spagnolo, 1 "capo-banda" armeno). Nel manifesto furono riprodotte inoltre 6 foto di attentati o distruzioni rappresentanti le azioni di cui furono accusati i partigiani: la sua concezione mirava a presentare i resistenti come dei criminali, terroristi assetati di sangue che, pur non avendone la nazionalità combatterono per il paese che li accolse (la propaganda nazista insisteva sul fatto che quasi tutti i membri del gruppo fossero stranieri, in maggioranza ebrei).
L'iniziativa finì per produrre il risultato opposto di quello sperato: il popolo francese non si lasciò ingannare dalla propaganda nazifascista ma si strinse con rinnovato coraggio intorno alla Resistenza e 500 000 partigiani finirono per riscattare quanti avevano collaborato per oltre quattro anni con l'occupante nel quadro del regime di Vichy diretto dal maresciallo Pétain (il gruppo Manouchian fu arrestato dalla polizia francese) o erano restati a guardare in attesa di tempi migliori.

## Memoria

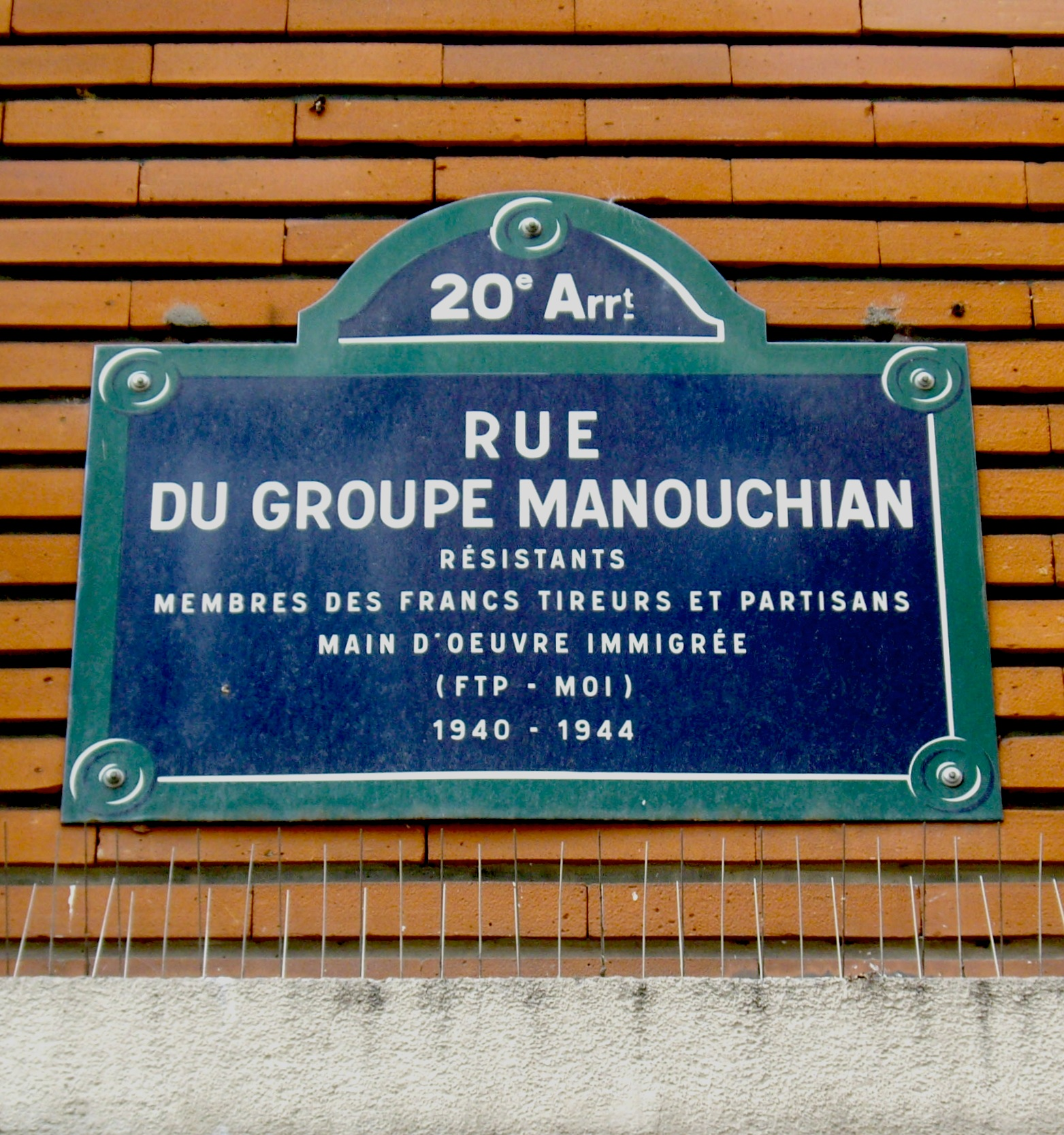
Rue du Groupe-Manouchian, Paris 20.

Traendo ispirazione dalla lettera che Missak Manouchian inviò alla moglie prima dell'esecuzione, il grande poeta Louis Aragon scrisse nel 1955, in occasione dell'inaugurazione della rue du Groupe Manouchian nel 20º arrondissement di Parigi, un'indimenticabile poesia, cantata nel 1959 da Léo Ferré, che ne compose la musica. Le vicende dell'FTP-MOI e dell'Affiche Rouge sono narrate nel film di Robert Guédiguian L'Armée du crime.